# Мустакімов Зайнулла Мустакімович
Зайнулла Мустакімович Мустакімов (башк. Зәйнулла Мөстәҡим улы Мөстәҡимов; 1924 — 28 лютого 1945) — навідник гармати 536-го винищувально-протитанкового артилерійського полку (14-а винищувально-протитанкова артилерійська бригада, 2-а гвардійська армія, 1-й Прибалтійський фронт), старший сержант, Герой Радянського Союзу (1945).

## Біографія
Зайнулла Мустакімович Мустакімов народився в 1924 році в селі Юмадибаш Шаранського району Башкирської АРСР.
Татарин. Освіта початкова. Член ВКП(б) з 1944 року. Після школи Зайнулла Мустакімович працював бригадиром у колгоспі в своєму селі.
Призваний в Червону армію Шаранським райвійськкоматом у 1942 році.
Навідник гармати 536-го винищувально-протитанкового артилерійського полку (14-а винищувально-протитанкова артилерійська бригада, 2-а гвардійська армія, 1-й Прибалтійський фронт) рядовий Мустакімов здійснив подвиг у Литві.
Поліг смертю хоробрих в одному з боїв у Східній Пруссії 28 лютого 1945 року.
Похований у братській могилі в селищі Переславське Зеленоградського району Калінінградської області.

## Подвиг
«Навідник гармати 536-го винищувально-протитанкового артилерійського полку (14-а винищувально-протитанкова артилерійська бригада, 2-а гвардійська армія, 1-й Прибалтійський фронт) комсомолець червоноармієць Мустакімов З. М. в бою 18 серпня 1944 південно-західніше міста Шяуляй (Литва), відбиваючи атаку противника, підпалив десять ворожих танків».
Указом Президії Верховної Ради СРСР від 24 березня 1945 року за зразкове виконання завдань командування і проявлені стійкість, мужність і героїзм у боях з німецько-фашистськими загарбниками червоноармійцеві Мустакімову Зайнуллі Мустакімовичу присвоєно високе звання Героя Радянського Союзу.

## Нагороди
- Медаль «Золота Зірка» Героя Радянського Союзу .
- Орден Леніна.
- Орден Червоної Зірки (21.12.1944).
- Медаль «За бойові заслуги» (10.10.1943)

## Пам'ять
- Ім'я 3.М. Мустакімова носив колгосп у селі Юмадибаш Шаранського району Башкирської АРСР.
- У селі Юмадибаш у 1975 році відкрито пам'ятник Герою.